# 新長田合同庁舎
新長田合同庁舎（しんながたごうどうちょうしゃ）とは、兵庫県神戸市長田区に存在する合同庁舎（兵庫県・神戸市）。

## 概要
阪神・淡路大震災から20年を経たものの、依然街の賑わいが回復していない新長田南地区に、兵庫県と神戸市が連携・協調して、各機関を移転することで街を活性化させることを目的として建築された。
2015年に兵庫県知事と神戸市長が会見し、新長田エリアに各機関が移転されることが決定する。2017年10月には起工式が行われ工事着工がされ、2019年7月に完成した。新長田合同庁舎ができたことで、地域で働く職員が1050人増加、年間の来庁舎数が30万人といった地域のにぎわいの増加が見込まれる。延べ床面積は19500平方メートル、総事業費は82億円。
2019年7月6日には、新長田合同庁舎の完成を記念したイベントである「ときめき誕生祭」が付近の商店街で行われ、お祭りムードで街を盛り上げられた。
新長田合同庁舎の完成以前より地域での新規の店舗の開店が相次いでいた。庁舎の職員と庁舎利用者の昼食の需要だけでも年間1億3000万円の経済波及効果が見込まれた。

## 入居機関
- 8F: 神戸すまいまちづくり公社
- 7F: 兵庫県住宅供給公社神戸事務所(県)
- 7F: 神戸県民センター県民交流室(県)
- 6F: 神戸県民センター神戸県税事務所(県)
- 2-5F: 神戸市行財政局税務部
- 1F: 神戸生活創造センター(県)

## その他
隣接するアスタくにづか5番館とは歩行者デッキで接続する。
神戸市営地下鉄海岸線駒ヶ林駅徒歩2分。隣接のアスタくにづか3番館の駐車場が利用可能。